# حوایس بن هدیب
حوایس بن هدیب (به عربی: حوایس بن هدیب) یک روستا در سوریه است که در ناحیه حمرا واقع شده‌است. حوایس بن هدیب ۵۵۵ نفر جمعیت دارد.